# Billy McKinlay
William James Alexander „Billy“ McKinlay (* 22. April 1969 in Glasgow) ist ein ehemaliger schottischer Fußballspieler und aktueller -trainer. Als defensiver Mittelfeldspieler war er vor allem für seine Zeit in der englischen Premier League für die Blackburn Rovers, Leicester City, Bradford City und den FC Fulham bekannt, nachdem er anfänglich 222 Erstligapartien in Schottland für Dundee United bestritten hatte. Er war dazu Teil des schottischen Kaders der Euro 1996 in England und der WM-Endrunde 1998 in Frankreich.

## Sportlicher Werdegang

### Fußballerische Karriere
McKinlay wurde im Alter von 16 Jahren als junger Mittelfeldspieler für Hamilton Thistle entdeckt und schloss sich im Sommer 1985 dem schottischen Erstligisten Dundee United an. Der von Jim McLean langjährig trainierte Klub war in den 1980er-Jahren gemeinsam mit dem FC Aberdeen unter Alex Ferguson eine ernsthafte Konkurrenz für die beiden Glasgower Großklubs Celtic und Rangers. Nach dem Gewinn der schottischen Meisterschaft 1983 hatte Dundee dazu auch auf europäischer Ebene auf sich aufmerksam gemacht und sowohl in der Saison 1983/84 das Halbfinale im Europapokal der Landesmeister als auch 1987 das Endspiel im UEFA-Pokal erreicht. Im zuletzt genannten Finale, das gegen den IFK Göteborg verloren ging, war McKinlay zwar mit drei Ligaeinsätzen bereits Teil des Kaders, aber im Europapokalendspiel nicht mit von der Partie. Erster Meilenstein war für McKinlay die Teilnahme als 19-Jähriger am Endspiel des schottischen Pokals 1988, das mit einer 1:2-Niederlage gegen Celtic endete. In der folgenden Saison 1988/89 gelang ihm der sportliche Durchbruch als Stammspieler von Dundee United und am Ende der Spielzeit wurde er als Schottlands Fußballer des Jahres in der Kategorie des „besten Jungprofis“ ausgezeichnet. In den folgenden Jahren blieb er dem Verein treu, auch wenn die Mannschaft spätestens Mitte der 1990er-Jahre nicht mehr an die Erfolge aus den 1980ern anknüpfen konnte. Der Tiefpunkt war der Abstieg als Tabellenletzter im Jahr 1995. Im Jahr zuvor hatte Dundee United noch den schottischen Pokal gewonnen, jedoch aufgrund einer Sperre ohne McKinlay. Kurze Zeit nach dem Abstieg wechselte er nach mehr als 250 Pflichtspielen für Dundee United Mitte Oktober 1995 für eine Ablösesumme von 1,75 Millionen Pfund nach England zu den Blackburn Rovers, die wiederum selbst gerade die Meisterschaft gewonnen hatten. 
McKinlay erfüllte sich mit dem Wechsel einen Traum, hatte er dort nun die Gelegenheit, unter seinem früheren Idol Kenny Dalglish zu spielen und renommierte englische Nationalspieler wie Alan Shearer, David Batty und Tim Flowers sowie Colin Hendry, den er bereits aus der schottischen Nationalmannschaft kannte, an seiner Seite zu haben. Da Blackburns Mittelfeld mit Batty und Kapitän Tim Sherwood gesetzt waren und dazu noch der Norweger Lars Bohinen für Konkurrenz sorgte, musste sich McKinlay zunächst gedulden, aber durch Bettys Weggang zu Newcastle United im Februar 1996 ergaben sich neue Möglichkeiten für den schottischen Neuzugang. Auch in der schottischen Auswahl war McKinlay eine feste Größe und absolvierte sowohl bei der Euro 1996 in England gegen die Niederlande (0:0) als auch bei der WM-Endrunde 1998 in Frankreich gegen Brasilien (1:2) jeweils einen Einsatz per Einwechslung in der zweiten Halbzeit. Insgesamt sollte er zwischen 1993 und 1998 29 A-Länderspiele für Schottland bestreiten und vier Tore schießen. Im November 2000 verließ McKinlay die Blackburn Rovers im Alter von 31 Jahren nach 104 Pflichtspielen für den Verein und ließ seine aktive Karriere bei Vereinen wie Bradford City, Leicester City und dem FC Fulham bis 2005 ausklingen.

### Nach der aktiven Laufbahn
Nachdem er im Herbst seiner aktiven Laufbahn bereits die Reservemannschaft des FC Fulham zu betreuen begonnen hatte, wurde er Ende Dezember 2007 gemeinsam mit Ray Lewington aus dem Trainerstab kurzzeitig Nachfolger des entlassenen Lawrie Sanchez, bevor neun Tage später Roy Hodgson dauerhaft das Cheftraineramt übernahm. Daraufhin war McKinlay weiter mit der Reservemannschaft und der Jugendentwicklung betraut, bevor er im Jahr 2012 Assistent bei der nordirischen Nationalmannschaft wurde. Parallel dazu kehrte McKinlay nach Fulham zurück. Er vertrat dabei den erkrankten Cheftrainer Martin Jol am 28. April 2012 gegen den FC Everton (0:4) und beim anschließenden Sieg gegen den FC Liverpool. Anfang Dezember 2013 verließ er Fulham, nur ein Tag nach dem Weggang von Martin Jol.
McKinlay schloss sich Ende September 2014 dem Stab von Óscar García beim Zweitligisten FC Watford an. Nur kurze Zeit später wurde er Cheftrainer und folgte damit dem erkrankten Spanier nach. Gleichzeitig gab er seine Kotrainer-Tätigkeit beim nordirischen Fußballverband auf, um sich vollständig der Aufgabe in Watford widmen zu können. Dessen ungeachtet fand Watford nur acht Tage später mit Slaviša Jokanović einen neuen Cheftrainer, der McKinlay bereits wieder ablöste. McKinlays Ägide hat somit nur zwei Spiele umfasst, ein Sieg gegen den FC Brentford und ein Remis gegen Brighton & Hove Albion. Unter Jokanović sollte Watford letztlich der Aufstieg in die Premier League gelingen.
Ende November 2014 schloss sich McKinlay dem spanischen Klub Real Sociedad San Sebastián an und arbeitete dort an der Seite seines schottischen Landsmanns David Moyes. Das Engagement hielt knapp ein Jahr an, bevor er gemeinsam mit Moyes am 9. November 2015 entlassen wurde. Noch vor Ende desselben Monats zog es McKinlay in die oberste norwegische Liga als Cheftrainer von Stabæk Fotball und unterschrieb dort einen Zweijahresvertrag. Am 8. Juli 2016 trat er aber vorzeitig von seinem Posten zurück, nachdem seine Mannschaft bereits in der ersten Qualifikationsrunde der Europa League gegen die Connah’s Quay Nomads aus Wales ausgeschieden war.
Nächste Station für McKinlay war der AFC Sunderland, bei dem er (anfänglich für Moyes) primär als Scout arbeitete. Im Oktober 2017 wurde er in den Trainerstab von Simon Grayson als Vertreter von Glynn Snodin berufen. Nach Graysons Entlassung wurde ihm gemeinsam mit Robbie Stockdale im November 2017 die Aufgabe der interimistischen Betreuung der Profimannschaft übertragen. Nach nur einem Spiel, einer 0:1-Niederlage gegen den FC Middlesbrough, fand McKinlay noch im selben Monat eine neue Aufgabe als Kotrainer von West Ham United. Dort arbeitete er wieder mit David Moyes zusammen und als dessen Vertrag nach Ablauf der Saison 2017/18 nicht verlängert wurde, endete auch McKinlays Beschäftigung bei den „Hammers“.
Im November 2019 schloss sich McKinlay Stoke City an, das von dem ehemaligen nordirischen Nationaltrainer Michael O’Neill betreut wurde. Im April 2021 verließ McKinlay Stoke wieder in gegenseitigem Einvernehmen. Im Juli 2021 ging es für McKinlay ein zweites Mal zu West Ham United unter David Moyes. Als dieser im Mai 2024 den Klub wieder verließ, gehörte auch McKinlay zu dem gesamten Trainerstab, der dem Klub aus dem Osten Londons den Rücken kehrte.

## Titel/Auszeichnungen
- Schottischer Pokal (1): 1993/94 (ohne Finaleinsatz)
- Schottlands Fußballer des Jahres (1): 1988/89 (Bester Jungprofi)